# げんしけん オリジナルサウンドトラック
『げんしけん オリジナルサウンドトラック』は、Lantisから発売されたテレビアニメ『げんしけん』のサウンドトラックである。テレビアニメ本編のBGMとTVサイズの主題歌が収録されている。両タイトル共通でCDジャケットには春日部咲、笹原完士、斑目晴信、久我山光紀（第1作は後姿）が描かれている。本稿では続編である『げんしけん2』のサウンドトラックについても記述する。

## 第1作
2004年12月1日発売。音楽は宅見将典が手掛けている。

### 収録曲

#### DISC1
1. 覚悟のブルース（type-1） [3:06]
2. サブタイトル [0:06]
3. スマイル [2:22]
4. エブリデイズ [2:29]
5. クラブハウス・スライド [2:03]
6. 覚悟のブルース（type-2） [2:17]
7. 幻のサブタイトル [0:07]
8. よどみ [2:28]
9. 悦楽妄想 [2:10]
10. 自己嫌悪のバラード [2:16]
11. ジェントルマン・ウーマン [2:31]
12. センチメンタル・カフェ [2:14]
13. こどく [2:10]
14. 覚悟のブルース（type-3） [2:07]
15. 忘れじのティーンエイジ [2:37]
16. いまどきのティーンエイジ [2:21]
17. 咲、殺気。[2:25]
18. げんしけんサーフサイド [2:19]
19. かえりみち [2:12]
20. もうひとつのサブタイトル [0:08]

#### DISC2
1. 現代視覚文化大捜査線 [2:37]
2. エレクトリック・シティ・ストラット [2:10]
3. エレクトリック・シティ・ショッピング [2:12]
4. トーキング・ハード [2:19]
5. ネクスト・ハプニングス [2:04]
6. クエスチョンズ [2:12]
7. ふれてはならぬ [3:28]
8. 真実はいつも [2:14]
9. まよい [2:13]
10. 班目という生き方 [2:35]
11. マジェスティック [2:23]
12. 心の闇 [2:30]
13. パーティ級 [2:12]
14. トーキング・ポップ [2:03]
15. 悲恋のようなもの [2:08]
16. プレジャーズ [2:10]
17. マイペース大王（Short Edit） [1:32]
作詞・作曲・編曲・歌：manzo
  - オープニングテーマ
18. びいだま（Short Edit） [1:40]
歌：アツミサオリ
作詞・作曲：アツミサオリ、編曲：後藤康二
  - エンディングテーマ

## 第2作
2007年12月26日発売。ジャケットには第1作での4人に加え、高坂真琴、田中総市郎、大野加奈子、荻上千佳、朽木学、スザンナ・ホプキンスが描かれている。音楽は4-EVERが手掛けている。

### 収録曲
1. disarm dreamer（TV SIZE） [1:36]
歌：美郷あき
作詞：畑亜貴、作曲：黒須克彦、編曲：宅見将典
  - オープニングテーマ
2. 天気のいい日のげんしけん [1:39]
3. ♪千佳ちゃん、はね [1:54]
4. いそがしいげんしけん -Theme 1- [1:35]
5. くつろぐげんしけん -Theme 1 arrange- [1:41]
6. うっとおしいクッチー -Theme 2- [1:42]
7. あ〜やっちゃった・・・ [1:38]
8. ほがらかげんしけん [1:39]
9. 午後のげんしけん [1:34]
10. ゆうがたげんしけん -Theme2- [1:52]
11. コミフェスのテーマ -笹原のキタイ- [1:43]
12. 笹、班目、戦闘気分でコミフェス当選に興奮す [1:30]
13. 千佳ちゃん、かるく妄想（トゥ：オカザキ） [1:50]
14. ハラグーロに気をつけて! [1:52]
15. ハラグーロにやられた〜・・・ [2:01]
16. コミフェスのテーマ -意気込み- [1:59]
17. もどかしい田中と大野さんのテーマ [1:52]
18. 美少女ゲーム「プリティメンマ」 -日常ほのぼの- [1:46]
19. 美少女ゲーム「プリティメンマ」 -Hシーン- [1:34]
20. どきどき。どきどき。 [1:39]
21. 大学卒業 [1:51]
22. 卒業式、雪の帰り道 [1:33]
23. げんしけんのブリッジ [0:16]
24. ハラグーロをたおせ [1:49]
25. それぞれのまんが道 -ending inst- [2:55]
26. アンジェラ&スー [1:43]
27. ♪Hだね・・・千佳ちゃん [1:52]
28. げんしけん2のテーマ -よこしま- [1:46]
29. BLげんしけん Puis-je visiter la chambre -部屋を見せてもらえますか- [1:41]
30. BLげんしけん Ou m'emmenez-vous -どこに連れていくのですか- [1:32]
31. BLげんしけん C'etait delicieux. -美味しかったよ- [1:46]
32. BLげんしけん Laissez-moi tranquille. -ひとりにしてくれないか・・・- [1:40]
33. BLげんしけん Aidez-moi,s'il vous plait! -僕を助けてください!- [2:16]
34. コミフェスのテーマ -55万人の祭典 ver.- [1:53]
35. やっぱり落ち着く、げんしけん -Theme 1- [1:44]
36. クラブハウスサンド（TV SIZE） [1:36]
歌：ゆうまお
作詞・作曲：ゆうまお、編曲：菊谷知樹
  - エンディングテーマ

## 第3作（二代目）
キャラクターソングとサウンドトラックを加えたシングル盤タイプ。2013年10月9日発売。

### 収録曲
1. トレージャー・ハンターV
歌：荻上千佳（山本希望）、スザンナ・ホプキンス(大空直美)
2. アオくユレている（荻上千佳ver.）
歌：荻上千佳（山本希望）
3. げんしけん二代目のテーマ
4. ザ・修羅場。。
5. The Theme of MADARAME
6. Loving☆You
7. げんしけんのドタバタ
8. アゲアゲ荻上さん↑↑
9. サゲサゲ荻上さん↓↓
10. ここちん？サスペンス
11. そこはかとない不安＆メランコリー
12. オタク万歳!!
13. あっと ざ でぱぁと
14. よいのだよいのだ(*´･ω･`)ﾉ
15. disってんじゃないわよ
16. 次回予告